# Herman G. Kump
 Herman Guy Kump (* 31. Oktober 1877 in Capon Springs, Hampshire County, West Virginia; † 14. Februar 1962 in Elkins, West Virginia) war ein US-amerikanischer Politiker und von 1933 bis 1937 der 19. Gouverneur des Bundesstaates West Virginia.

## Frühe Jahre und politischer Aufstieg
Herman Kump besuchte bis 1905 die University of Virginia. Nach seinem Jurastudium und der Zulassung als Rechtsanwalt eröffnete er in Elkins im Randolph County eine Kanzlei. In der Folge wurde er Staatsanwalt in diesem County. Während des Ersten Weltkrieges diente er als Hauptmann (Captain) in der US-Armee. Nach dem Krieg wurde er Bürgermeister von Elkins. Zwischen 1928 und 1932 war er Richter im 20. Gerichtsbezirk von West Virginia. Im Jahr 1932 wurde er als Kandidat der Demokratischen Partei zum neuen Gouverneur von West Virginia gewählt. 

## Gouverneur von West Virginia
Kumps vierjährige Amtszeit begann am 4. März 1933 und war von der Weltwirtschaftskrise geprägt. Das Haushaltsdefizit betrug etwa 4 Millionen Dollar. Zur Entlastung der Bürger wurden die Steuergesetze geändert und Arbeitsbeschaffungsmaßnahmen in die Wege geleitet. In diesem Zusammenhang wurde der Ausbau des Straßennetzes in West Virginia vorangetrieben. Einige Kreisstraßen wurden nach einer Verwaltungsreform dem Staat unterstellt. Im Jahr 1936 wurde ein Gesetz zur Unterstützung von Arbeitslosen erlassen. Im Verlauf der Jahre besserte sich die wirtschaftliche Lage wieder, was auch ein Ergebnis der New-Deal-Politik der Bundesregierung unter Präsident Franklin D. Roosevelt war. Im Jahr 1937 lag West Virginia auf diesem Gebiet im nationalen Vergleich etwa im Durchschnitt aller US-Bundesstaaten. Unter Gouverneur Kump wurde auch das Schulwesen reformiert. Damals wurden alle Schulen den Kreisen unterstellt, um eine bessere Verwaltung zu ermöglichen.

## Weiterer Lebenslauf
Nach dem Ende seiner Amtszeit wurde Kump wieder Rechtsanwalt in Elkins. Er war auch Präsident der Citizens National Bank of Elkins (1924–1952). In den Jahren 1940 und 1942 bewarb sich Kump jeweils erfolglos um einen Sitz im US-Senat. Er starb im Jahr 1962. Herman Kump war mit Edna Scott verheiratet, mit der er sechs Kinder hatte, darunter der Sohn Cyrus Kump, der 1952 erfolglos die Nominierung der Demokratischen Partei für das Amt des Gouverneurs anstrebte.